# クシャトリヤ
クシャトリヤ（梵: क्षत्रिय Kṣatriya、巴: Khattiya [カッティヤ]、刹帝利）は、古代インドのバラモン教社会におけるヴァルナ制度の第2位である王族・武人階級。

## 概要
上位階級に聖職者・僧侶階級であるバラモンを戴き、下位階級のヴァイシャ（庶民）とシュードラ（隷民）の2階級を統治する階級である。バラモンが最上位階級であることの権威づけは、ヴェーダなどによって裏付けられている。ただし、現実社会においては、他にジャーティ (jāti) という階級制度が機能しており、こちらが今日のインドの数千種存在するとされるカーストに相当している。よってヴァルナとカーストとは、厳密に言えば、同一視されるべきものではない。
仏教の開祖釈迦は釈迦族の王子であり、ヴァルナの中ではクシャトリヤに属した。また、仏教を保護したマウリヤ朝のアショーカ王やクシャーナ朝のカニシカ王もクシャトリヤ階級に属している。

## 神話的起源
『リグ・ヴェーダ』に収載された「プルシャ賛歌」によれば、神々が祭祀を行うにあたって原人プルシャを切り分けた時、巨人の口の部分がバラモン、巨人プルシャの両腕がラージャニヤ（クシャトリヤ）となったという。なお、両腿はヴァイシャ、両足はシュードラとなったとされている。

## 東アジア仏教圏における文化的影響

### 朝鮮半島
『三国遺事』巻三・皇龍寺九層塔条には、
とあり、新羅王はクシャトリヤであると主張している。